# Peter Vang Petersen
Peter Vang Petersen (* 11. Juni 1952 in Sakskøbing) ist ein dänischer Prähistoriker. Er ist Kurator am Dänischen Nationalmuseum in Kopenhagen.

## Leben
Nach seiner Magisterprüfung 1979 mit einer Analyse der chronologischen und regionalen Entwicklung innerhalb der Kongemose-Kultur und Ertebølle-Kultur an der Universität Kopenhagen war Petersen von 1981 bis 1983 wissenschaftlicher Assistent am Institut für Prähistorische Archäologie an der Universität Kopenhagen. 1983 wurde Petersen Kurator am Nationalmuseum.
Dort ist er für die Funde aus dem Spätpaläolithikum und dem Mesolithikum verantwortlich. Als Museumsarchäologe beschäftigt sich Petersen mit Forschungsvermittlung. Er hat verschiedene Abschnitte der 2008 neu eröffneten Ausstellung der Vorgeschichte im Nationalmuseum gestaltet. Neben Monographien über Feuersteinartefakte und Goldschätze hat Petersen Aufsätze über mesolithische Kunst, die Jagd zu Wasser auf Elche und die Bedeutung der Tier- und Vogeldarstellungen in der vorchristlichen Mythologie und der Eisenzeit verfasst.
1986 übernahm er das Amt des Sekretärs für die Königliche Gesellschaft der nordischen Altertümer. Zudem ist Petersen Studienleiter für das Fachgebiet Prähistorische Archäologie an der Volksuniversität in Kopenhagen.

## Publikationen
- Flint fra Danmarks Oldtid. Høst & Søn, København 1999, ISBN 87-14-29524-5.
- Mammutter, Moselig og Mønter. Blade af Sakskøbing og Omegns historie fra istid til tidlig middelalder. Fonden til Sakskøbings historie, Sakskøbing 2003, ISBN 87-988686-1-6.
- Stortandede harpuner – og jagt på hjortevildt til vands. = Large-barbed harpoons – and deer-hunting in water. In: Aarbøger for Nordisk Oldkyndighed og Historie. 2005, ISSN 0084-585X, S. 43–54.
- Publikationen. Forskningsportal, abgerufen am 29. April 2020 (dänisch).